# بني بخيت
قرية بنى بخيت هي إحدى القرى التابعة لمركز بنى سويف في محافظة بني سويف في جمهورية مصر العربية. حسب إحصاءات سنة 2006، بلغ إجمالي السكان في بنى بخيت 6819 نسمة، منهم 3491 رجل و3328 امرأة.